# 국립어린이과학관
국립어린이과학관(國立어린이科學館)은 국립과천과학관의 소속기관이다. 2017년 10월 10일 발족하였으며, 서울특별시 종로구 창경궁로 215에 위치하고 있다. 관장은 서기관·기술서기관·학예연구관·공업연구관·농업연구관·임업연구관·해양수산연구관·기상연구관·보건연구관·환경연구관·시설연구관 또는 기록연구관으로 보한다.

## 연혁
- 1990년 4월 17일: 국립중앙과학관 소속으로 서울과학관 설치.[2]
- 2008년 8월 7일: 국립과천과학관 소속으로 변경.[3]
- 2015년 8월 31일: 리모델링을 위해 휴관.
- 2017년 10월 10일: 국립어린이과학관으로 개편.[4]
- 2017년 12월 21일: 국립어린이과학관 개관.[5]

## 시설 및 현황
국립서울과학관은 창경궁과 '과학문'을 통하여 연결되어 있다. 내부에는 어린이와 청소년들이 과학에 대한 흥미를 한껏 느낄 수 있는 실험·실습기자재를 전시하고 있으며 가상현실, 화상전화, 환상체험 등 첨단 전시기법으로 연출하고 있다.
과학교실, 컴퓨터강좌, 과학영화관 등 다함께 참여할 수 있는 여러 가지 과학프로그램을 개발하여 운영하고 있다.

### 상설전시관
- 감각놀이터: 어린이의 성장과 신체적·인지적·사회적·정서적 발달특성을 고려한 감각 체험 및 감성놀이 공간
- 상상놀이터: 관찰·탐구·실험을 통해 문제해결과정을 체험하는 공간
- 창작놀이터: 다양한 창작활동을 통해 예술적 감각과 창의성을 발휘할 수 있는 공간

## 같이 보기
- 국립어린이청소년도서관
- 서울특별시교육청어린이도서관
- 서울특별시 어린이병원
- 어린이회관
- 어린이대공원
- 대한민국의 박물관과 미술관 목록
- 대한민국의 국립 박물관 목록